# Blaesoxipha spinosa
Blaesoxipha spinosa är en tvåvingeart som beskrevs av Guilherme A.M.Lopes 1978. Blaesoxipha spinosa ingår i släktet Blaesoxipha och familjen köttflugor. Inga underarter finns listade i Catalogue of Life.